# 82A busz (Budapest)
A budapesti 82A jelzésű autóbusz Kőbánya-Kispest és az Alacskai úti lakótelep között közlekedett. A vonalat a Budapesti Közlekedési Zrt. üzemeltette.

## Története
1988 januárjában a 82-es buszt a Szarvas csárda tértől Kőbánya-Kispestig hosszabbították és a nagy utasforgalom miatt még ez év október 3-án 82A jelzéssel új betétjáratot indítottak Kőbánya-Kispest és a Szarvas csárda tér között időszakos jelleggel. 1990. június 15-én meghosszabbították az újonnan kiépülő Alacskai úti lakótelepig, ezzel betétjárati szerepe és időszakos jellege megszűnt.
2002. május 15-én a kispesti Derkovits Gyula utca tehermentesítése miatt a 82-es és 82A viszonylatok közlekedési rendje megváltozott. 182-es és 182A jelzéssel új gyorsjáratok indultak, melyek ezt a környéket a Gyömrői úton elkerülték, így a járatok fele a Gyömrői úton át közlekedett. Az első hónapokban a gyorsjáratok nemcsak a Gyömrői úti megállókat hagyták ki, hanem számos pestszentlőrinci kertvárosi megállót is, ahol így duplájára nőtt a várakozási idő. Ezért rövidesen a gyorsjáratokat megállították valamennyi megállóhelyen a Nefelejcs utcától kifelé.
2007. szeptember 3-án a 82-est 184-esre, a 182-est 284E-re, a 82A-t 182-esre, a 182A-t 282E-re változtatták és változatlan útvonalon közlekedtek tovább.

## Útvonala
| Alacskai úti lakótelep felé | Kőbánya-Kispest felé |
| --- | --- |
| Kőbánya-Kispest vá. – Vak Bottyán utca – Derkovits Gyula utca – Nefelejcs utca – Ráday Gedeon utca – Haladás utca – Petőfi utca – Gilice tér – Sallai Imre utca – Szabadka utca – Száva utca – Halomi út – Királyhágó út – Nemes utca – Alacskai úti lakótelep vá. | Alacskai úti lakótelep vá. – Nemes utca – Királyhágó út – Halomi út – Száva utca – Szabadka utca – Sallai Imre utca – Gilice tér – Petőfi utca – Haladás utca – Bessenyei György utca – Ráday Gedeon utca – Nefelejcs utca – Derkovits Gyula utca – Vak Bottyán utca – Kőbánya-Kispest vá. |

## Megállóhelyei
| 0  | Kőbánya-Kispest végállomás                                                                       | 24 | 35, 48, 51, 68, 80, 82, 85, 85, 93, 93, 98, 135, 136 Kőbánya-Kispest | 48, 51, 68, 82, 85, 85, 93, 98, 98, 136, 151, 182, 182A, 193, 200, Keresztúr Helyközi buszok Kőbánya-Kispest |
| 2  | Wesselényi utca (↓) Csokonai utca (↑)                                                            | 23 | 82                                                                   | 82 |
| 3  | Bocskai utca                                                                                     | 22 | 82                                                                   | 82 |
| 4  | Csillag utca                                                                                     | 21 | 82                                                                   | 82 |
| 5  | Hőerőmű                                                                                          | 20 | 82                                                                   | 82 |
| 6  | Tinódi utca                                                                                      | 19 | 82                                                                   | 82 |
| 7  | Lakatos út                                                                                       | 18 | 36, 82, 135, 136                                                     | 19, 36, 82                                                                                                   |
| 8  | Mikszáth Kálmán utca                                                                             | 17 | 36, 82, 136                                                          | 82 |
| 9  | Csörötnek utca                                                                                   | 16 | 82                                                                   | 82 |
| 10 | Thököly út                                                                                       | 15 | 82                                                                   | 82 |
| 11 | Ráday Gedeon utca (↓) Nefelejcs utca (↑) (korábban: Steinmetz kapitány utca, ma: Lőrinci temető) | 14 | 17, 82, 93, 98                                                       | 17, 80, 82, 93, 182, 182A                                                                                    |
| 12 | Jókai Mór utca (↓) Gárdonyi Géza utca (↑) (korábban: Tompa Mihály utca, ma: Regény utca)         | 13 | 82, 93, 98                                                           | 82, 93, 183, 182, 182A                                                                                       |
| 13 | Szarvas csárda tér végállomás (1988–1990)                                                        | 12 | 17, 35, 82, 93, 98, 183 50                                           | 17, 80, 82, 93, 182, 182A, 183, 193 50                                                                       |
| 14 | Batthyány Lajos utca (↓) Wlassics Gyula utca (↑)                                                 | 11 | Nem érintette                                                        | 82, 182, 182A, 183                                                                                           |
| 14 | Dobozi utca                                                                                      | 10 | Nem érintette                                                        | 82, 182, 182A, 183                                                                                           |
| 15 | Varjú utca                                                                                       | 9  | Nem érintette                                                        | 82, 182, 182A, 183                                                                                           |
| 16 | Zsukó utca (↓) Gilice tér (↑)                                                                    | 8  | Nem érintette                                                        | 182A, 183 |
| 17 | Sas utca                                                                                         | 7  | Nem érintette                                                        | 182A, 183 |
| 18 | Szabadka utca (↓) Dalmady Győző utca (↑)                                                         | 6  | Nem érintette                                                        | 182A, 183 |
| 19 | Gyékény tér                                                                                      | 6  | Nem érintette                                                        | 182A |
| 19 | Körös utca (↓) Olt utca (↑)                                                                      | 5  | Nem érintette                                                        | 182A |
| 20 | Nagyenyed utca                                                                                   | 4  | Nem érintette                                                        | 182A |
| 21 | Tarkő utca                                                                                       | 3  | Nem érintette                                                        | 182A |
| 22 | Királyhágó út (↓) Halomi út (↑)                                                                  | 2  | Nem érintette                                                        | 35, 135, 182A                                                                                                |
| ∫  | Tölgyesi utca (ma: Kétújfalu utca)                                                               | 2  | Nem érintette                                                        | 35, 135, 182A                                                                                                |
| 24 | Alacskai út                                                                                      | 1  | Nem érintette                                                        | 35, 135, 182A                                                                                                |
| 26 | Alacskai úti lakótelep végállomás (1990–2007)                                                    | 0  | Nem érintette                                                        | 35, 135, 182A, 254                                                                                           |